# Traumacentrum
Een traumacentrum is volgens de normen van de Nederlandse Vereniging voor Traumachirurgie een ziekenhuis waar 24 uur per dag bij traumazorg betrokken specialisten aanwezig of oproepbaar zijn. Hierdoor kunnen patiënten met ernstige letsels altijd worden geholpen. De capaciteit van de centra is in eerste instantie bedoeld voor patiënten met zeer ernstige letsels waarvoor bij de eerste behandeling specialistische zorg nodig is. Overige slachtoffers worden op de spoedeisendehulpafdelingen van andere ziekenhuizen geholpen.
De eisen voor een traumacentrum zijn dat 24 uur per dag het volgende beschikbaar is:
- een traumateam (artsen en verpleegkundigen opgeleid in de traumatologie) dat via een Mobiel Medisch Team (MMT) kan worden vervoerd (per auto of helikopter);
- een operatiekamer;
- de mogelijkheid om binnen 15 minuten een CT-scan te maken;
- de mogelijkheid om binnen 15 minuten een neurochirurg beschikbaar te maken;
- de mogelijkheid om patiënten op te nemen op de Intensievezorgafdeling.

De meerwaarde van een traumacentrum bestaat uit de extra ervaring en kennis met de meer uitgebreide letsels zoals hersenletsel, bekkenletsel of combinatieletsels. Door de behandeling van dit soort letsels te centraliseren kunnen betere resultaten worden bereikt. Daarnaast hebben traumacentra een rol in het vergaren en verspreiden van kennis op het gebied van traumazorg en hebben ze een taak bij rampomstandigheden.

## België
In België bestaat er geen systeem van aangewezen traumacentra. 
Patiënten met ernstige verwondingen werden er opgevangen op de circa 145 conventionele spoedgevallendiensten. Hierdoor dienden in een Belgisch ziekenhuis dat jaar gemiddeld slechts 17 zwaar gewonde patiënten per jaar zich voor verzorging aan wat naar internationale normen zeer laag is. De variantie lag dat jaar tussen 1 en 165, waarbij zelfs dit laatste getal erg laag is.
Enkele ziekenhuizen die zich expliciet hadden ingericht als traumacentra lieten zich door buitenlandse instituties certificeren:
Door de Nederlandse Vereniging voor Traumachirurgie (NVT):
2015 - UZ Leuven, erkend als level 1-traumacentrum

2018 - UZ Gent, erkend als level 1-traumacentrum

Door het Duitse Deutsche Gesellschaft für Unfallchirurgie (DGU):
2015 - Centre Hospitalier Régional de la Citadelle in Luik, erkend als supra-regionaal traumacentrum

2018 - UZA (Universitair Ziekenhuis Antwerpen), erkend als  supra-regionaal traumacentrum

2019 - UCL Saint-Luc, Brussel, erkend als supra-regionaal traumacentrum

2019 - AZ Groeninge, Kortrijk, erkend als supra-regionaal traumacentrum

2020 - AZ Delta, Roeselare, erkend als supra-regionaal traumacentrum

2020 - AZ Sint-Jozef, Malle, erkend als lokaal traumacentrum level 3

2023 - OLVZ Aalst, erkend als supra-regionaal traumacentrum

2023 - AZ Sint-Jan, Brugge, erkend als supra-regionaal traumacentrum

2023 - UZ Brussel, erkend als supra-regionaal traumacentrum

## Nederland
In Nederland zijn elf traumacentra waarbinnen soms meerdere ziekenhuizen samenwerken. Samen vormen ze het Landelijk Netwerk Acute Zorg (LNAZ). Deze elf centra zijn aangewezen door het Ministerie van Volksgezondheid, Welzijn en Sport. Ieder academisch ziekenhuis maakt deel uit van een traumacentrum.

### Traumacentra
- Traumacentrum Noord Nederland
  - Groningen: Universitair Medisch Centrum Groningen
- Traumacentrum
  - Zwolle: Isala Klinieken
- Traumacentrum EUREGIO
  - Enschede: Medisch Spectrum Twente
- Traumacentrum Amsterdam UMC
  - Amsterdam: Amsterdam UMC
- Trauma Zorg Netwerk Midden-Nederland 
  - Utrecht: Universitair Medisch Centrum Utrecht
- Traumacentrum West Nederland
  - Leiden: Leids Universitair Medisch Centrum
  - Den Haag: HMC Westeinde (gezamenlijke traumacentrum van HAGAZiekenhuis en Haaglanden Medisch Centrum)
- Traumacentrum Oost
  - Nijmegen: Radboudumc
- Traumacentrum Zuid West Nederland
  - Rotterdam: Erasmus MC
- Netwerk Acute Zorg Brabant 
  - Tilburg:  ETZ locatie Elisabeth
- Netwerk Acute Zorg Limburg
  - Maastricht: Maastricht UMC+